# Fenproporex
Fenproporex (Perphoxene) è un farmaco stimolante anfetaminico sviluppato negli anni '60. È usato come soppressore dell'appetito per il trattamento dell'obesità.
Lo fenproporex produce anfetamina come metabolita ed è stato ritirato in molti paesi a seguito di problemi di abuso, ma è ancora prescritto in alcuni paesi. A volte è dato con benzodiazepine oantidepressivi per creare una sorta di "pillola dietetica arcobaleno".
Fenproporex non è mai stato approvato dalla Food and Drug Administration (FDA) per la mancanza di dati sulla sua efficacia e sicurezza. Tuttavia, nel marzo 2009, la FDA ha affermato di aver trovato tracce di fenproporex in integratori alimentari acquistabili su internet.
Fenproporex è nella lista delle sostanze vietate dall'Agenzia mondiale antidoping.